# Subprefectura
Una subprefectura es un nivel administrativo que está por debajo de una prefectura o provincia. Es aplicado en algunos países.

## Albania
Son designados subprefecturas a los distritos que se dividen de los condados o prefecturas.

## Brasil
Las subprefecturas (en portugués: subprefeituras), son divisiones administrativas de algunas grandes ciudades como São Paulo o Río de Janeiro

## China
Es una división usada en la dinastía Qing. Se llamaba ting (廳 o 厅) y estaba al mismo nivel que un distrito o un departamento.
Ciudad-subprefectura, a veces también llamada subciudad-prefectura (en chino:副地级市,pinyin:fùdìjíshì) Es un tipo de administración casi a una ciudad-condado pero con un poco más de autonomía y poder.

## Francia

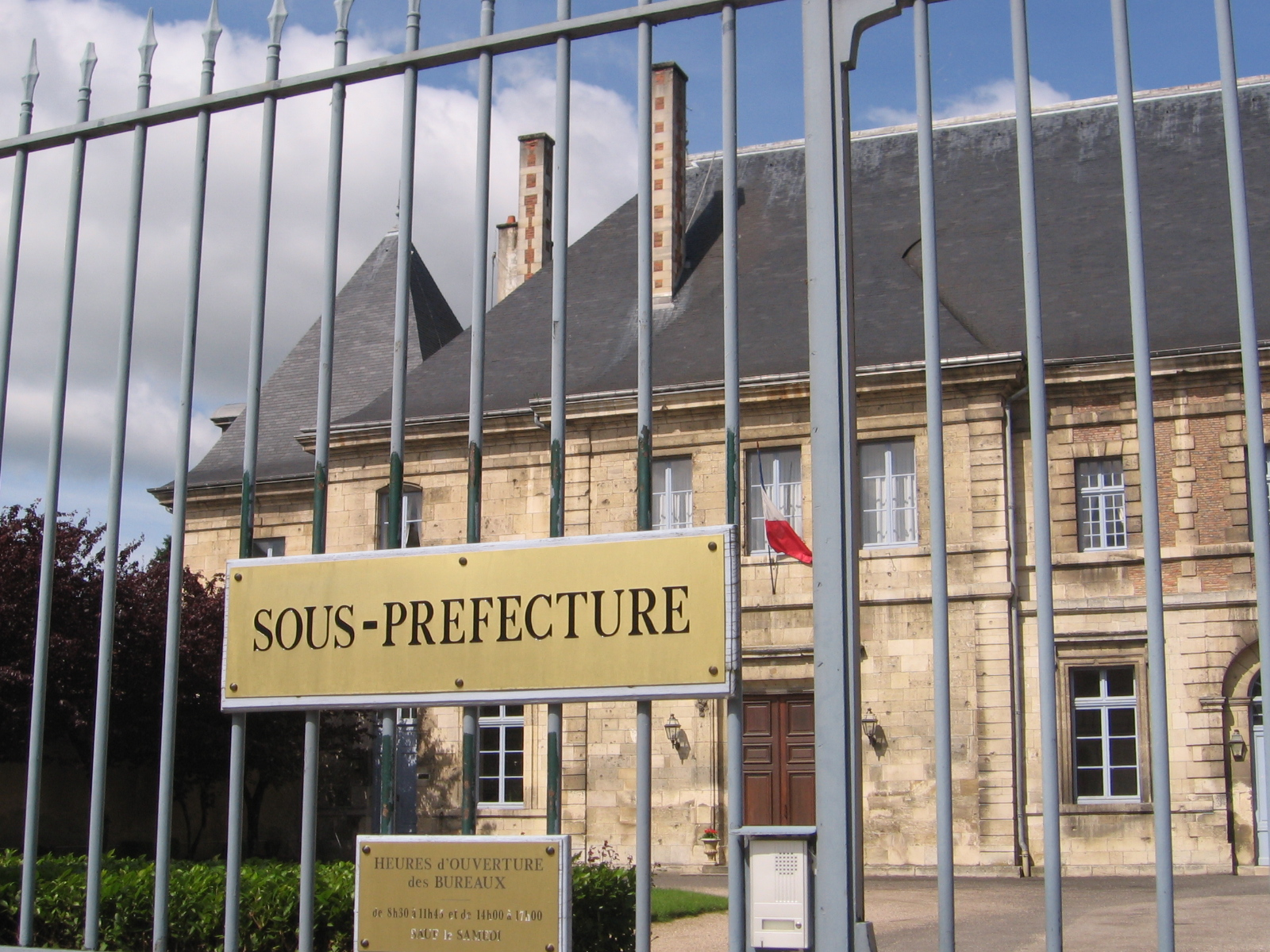
'Sous-préfecture' en Verdún.

En Francia, una subprefectura (sous-préfecture) es la capital de un arrondissement.
La palabra subprefectura designa igualmente el edificio en el que se encuentran las oficinas y despachos de la administración prefectoral, subordinada a la autoridad de un subprefecto (sous-préfect), ayudado de un secretario general (secrétaire général).
El arrondissement que tiene por capital la prefectura no tiene subprefectura. Es el secretario general de la prefectura (secrétaire général de la préfecture) el que hace la función de subprefecto para ese arrondissement.

## Japón
Es una división que se aplica en algunas prefecturas, y son llamados 支庁 (shicho). Más detalles ver: Subprefecturas de Japón

## Otros países
Existen otros países que aplican esta división como Burkina Faso, Chad, Guinea, Guadalupe, Turquía y Vietnam.
- Datos: Q1367821
- Multimedia: Subprefectures / Q1367821